# Michał Friedländer
Michał Friedländer (ur. w 1894 w Skolem, zm. ok. 1942/1943) – polski publicysta i pedagog pochodzenia żydowskiego. 

## Życiorys
Po ukończeniu polskiego gimnazjum w Drohobyczu rozpoczął studia na uniwersytecie w Wiedniu, uzyskując w 1919 roku tytuł doktora nauk prawnych.
Równoczesne studia germanistyczne i historyczne pozwoliły mu podjąć pracę związaną z badaniami historycznymi w Institut für Kulturforschung. Pracował również jako prywatny urzędnik w Borysławiu, a następnie został kierownikiem Biblioteki Powszechnej, która powstała z jego inicjatywy. Prowadził działalność oświatową i zajmował się pracą pedagogiczną; w 1923 uzyskał uprawnienia do nauczania języka niemieckiego i historii w szkołach średnich.
W latach 1929–1939 pracował w Krakowie jako nauczyciel języka niemieckiego w Prywatnym Gimnazjum Koedukacyjnym Żydowskiego Towarzystwa Szkoły Ludowej i Średniej.
Ponadto pisał artykuły, między innymi dotyczące najnowszych osiągnięć zachodnich w dziedzinie pedagogiki, dla czasopism takich jak „Neofilolog”, „Ruch Pedagogiczny”, „Miesięcznik Pedagogiczny”, jak również prace z zakresu dydaktyki („Lektura obcojęzyczna w szkole średniej. Szkic metodyczny”, Kraków 1935) i prace z dziedziny germanistyki przeznaczone dla młodzieży.
Zginął w czasie wojny. Okoliczności jego śmierci nie są znane.